# Лоуэнфельд, Джулиан Генри
Джулиан Генри Лоуэнфельд (англ. Julian Henry Lowenfeld; род. 7 июня 1963, Вашингтон) — американский и российский поэт, драматург, судебный юрист, композитор и переводчик, считающийся одним из лучших переводчиков произведений А. С. Пушкина на английский язык.
Основатель благотворительного фонда «Пушкин — всему миру» (2020), целями которого являются продвижение русского духовного мировоззрения Пушкина через английский язык, общее сближение культур, поддержка русских школ и культурных центров за рубежом.

## Биография
Джулиан Лоуэнфельд родился в Вашингтоне в семье потомственных юристов. Его отец — Андреас Лоуэнфельд, профессор международного права в Нью-Йоркском университете, мать — Елена Лоуэнфельд, гитаристка и искусствовед. Лоуэнфельд имеет немецко-еврейские, шотландские, кубинские и португальские корни.
Прадед Лоуэнфельда, известный немецкий славист Рафаэль Лёвенфельд, работал корреспондентом газеты Berliner Tageblatt в Санкт-Петербурге и был первым переводчиком произведений Л. Н. Толстого на немецкий язык. Мировая премьера пьесы Толстого «Власть тьмы» была поставлена Лёвенфельдом в собственном переводе в основанном им Театре Шиллера. После революции у Лёвенфельдов в Берлине жило семейство Набоковых.
С отличием окончил Гарвардский университет (диплом по русской литературе), стажировался в Ленинградском государственном университете и получил диплом юриста в Нью-Йоркском университете.
Лоуэнфельд широко известен как «адвокат Чебурашки»: будучи специалистом по защите интеллектуальной собственности, он неоднократно представлял интересы российских киностудий в суде, в том числе Союзмультфильма, Мосфильма и Ленфильма.
В 2007 году Лоуэнфельд перевёл видеосборник «Советская пропаганда в мультфильмах», состоящий из четырёх DVD-дисков, который стал лауреатом премии «Выбор критиков» газеты New York Times.
В 2009 году перевёл и поставил «Маленькие трагедии» Пушкина в Центре искусств Михаила Барышникова в Нью-Йорке.
За книгу «Мой талисман: поэзия и жизнь А. С. Пушкина» в 2010 году Лоуэнфельд был удостоен петербургской литературно-художественной премии «Петрополь» и стал первым иностранцем, которому она была присуждена. Книга представляет собой уникальное двуязычное издание поэзии Пушкина с биографией поэта.
В 2012 году Лоуэнфельд перевёл на английский язык книгу архимандрита Тихона (Шевкунова) «Несвятые святые», которая имела беспрецедентный успех в России и за рубежом и продавалась миллионными тиражами. Английская версия книги получила первую премию на фестивале Read Russia 2012 в Нью-Йорке.
В Великую субботу того же года принял крещение в московском Сретенском монастыре.
За «выдающиеся литературные переводы и преданную работу по популяризации русской культуры на английском языке» в 2013 году Лоуэнфельд был награждён почётным знаком «За дружбу и сотрудничество» Министерством иностранных дел РФ, а также агентством «Россотрудничество».
В 2019 году стал лауреатом Международного культурного фестиваля «Русский Рим», который проходил в Риме в Палаццо Поли.
Лоуэнфельд свободно изъясняется на русском, немецком, испанском, французском и итальянском языках. Является переводчиком с 8 языков, переводил произведения Лермонтова, Блока, Мандельштама, Цветаевой, Ахматовой, Есенина, Маяковского, Рильке, Гёте, Гейне, Пессоа, Лорки, Мачадо, Марти, Леопарди, Петрарки, Данте, Катулла, Овидия и Горация.
Сочиняет стихи, пишет музыку и песни, в том числе является автором музыкальной пьесы «Благодарение» («Thanksgiving») и работает над книгой стихов и переводов «Всё-таки» («Nonetheless»).
В настоящее время живёт попеременно в Москве и в Нью-Йорке.
12 июля 2019 года получил российское гражданство.

## Образцы и особенности переводов
Главная особенность переведённых Лоуэнфельдом стихотворений Пушкина заключается в том, что ему удалось сохранить оригинальные и узнаваемые ритмы, поэтому даже слушатели, которые не знают английского, могут их уловить:
| Я вас любил: любовь ещё, быть может, В душе моей угасла не совсем; Но пусть она вас больше не тревожит; Я не хочу печалить вас ничем. Оригинал: А. С. Пушкин | I loved you once, and still, perhaps, love’s yearning Within my soul has not quite burned away. Yet may that nevermore you be concerning; I would not wish you sad in any way. Перевод: Дж. Лоуэнфельд |  |

| Мороз и солнце; день чудесный! Еще ты дремлешь, друг прелестный — Пора, красавица, проснись: Открой сомкнуты негой взоры Навстречу северной Авроры, Звездою севера явись!. Оригинал: А. С. Пушкин | It’s frost and sunshine — morning wondrous! — My lovely friend, that sweetly slumbers — It’s time, my beauty, ope’ your eyes! Ope wide your bliss enveloped gazing, And to the North’s Aurora blazing, As the North Star come forth, arise!. Перевод: Дж. Лоуэнфельд |  |

## Награды
- Медаль Пушкина (10 февраля 2020 года, Россия) — за большой вклад в изучение и сохранение российского культурного наследия[13].
- Почётный знак «За дружбу и сотрудничество» Министерства иностранных дел РФ (2013 год) — за выдающиеся литературные переводы и преданную работу по популяризации русской культуры на английском языке[14].
- Премия «Петрополь» (2010).